# Aequorea forskalea
Aequorea forskalea is een hydroïdpoliep uit de familie Aequoreidae. De poliep komt uit het geslacht Aequorea. Aequorea forskalea werd in 1810 voor het eerst wetenschappelijk beschreven door Péron & Lesueur. De soort wordt vaak verward met enkele andere leden van het geslacht vanwege enkele overeenkomsten, waaronder het vermogen tot bioluminescentie.

## Beschrijving
Dit is een van de grotere medusae, soms met een diameter van 17-18 cm. Het is oorzaakvormig en wordt geleidelijk dunner naar de rand toe. Er zijn meestal tussen de 60 en 160 radiale kanalen. De geslachtsklieren lopen bijna over de volledige lengte van de kanalen. Het kan worden onderscheiden van een andere grote kwal van dezelfde familie, het lampenkapje (A. vitrina), door het aantal tentakels. Het heeft ongeveer één tentakel voor elk radiaal kanaal, terwijl A. vitrina drie keer zoveel tentakels heeft.
Goed gedefinieerde kenmerken voor het hydroïdpoliep-stadium zijn niet beschikbaar. Kolonies van niet-geïdentificeerde leden van Aequoreidae hebben een vertakte trede, tot 1 cm hoog.

## Verspreiding
Aequorea forskalea wordt gevonden in verschillende  gematigde en subtropische gebieden. Deze soort is wijdverbreid, aangezien ze zijn gevonden in het zuidwesten van de Atlantische Oceaan in de buurt van Noord-Patagonië, langs de westkust van Zuid-Afrika, en in de Galicische wateren maar is ook af en toe te zien in de Middellandse Zee. In Catalonië en de Balearen neemt het aantal toe.  Meestal wordt deze soort gevonden in gebieden op het midden van het continentaal plat die dieper zijn dan 150 meter; er zijn echter waarnemingen geweest in kustgebieden . Deze soort wordt vaak aangetroffen in wateren met temperaturen tussen  13 tot 22 °C. De soort heeft geen netelcellen en is dus niet gevaarlijk.

## Bioluminescentie
Soorten van het geslacht Aequorea bevatten een bioluminescentie-eiwit (aequorine) en GFP (groen fluorescent proteïne) dat in 1961 werd ontdekt en uitgebreid bestudeerd door Osamu Shimomura. Hoewel dit eerste onderzoek voornamelijk werd gedaan met Aequorea victoria, hebben verdere studies aangetoond dat aequorine en GFP ook geëxtraheerd kunnen worden uit verschillende Aequorea-soorten, waaronder A. forskalea. Tot op de dag van vandaag is A. victoria nog steeds de belangrijkste soort van belang voor deze extracties.